# Pityromeria × herzogii
Pityromeria × herzogii là một loài dương xỉ trong họ Pteridaceae. Loài này được Rosenst. L.D. Gómez mô tả khoa học đầu tiên năm 1979.